# پوزخند

ایموجی پوزخند

پوزخند یا نیشخند تبسمی را گویند که به قصد تحقیر یا استهزاء انجام می‌شود. در لغت‌نامه دهخدا، اصل این کلمه به صورت «پوست خند» ذکر شده‌است.